# Turzyca drżączkowata
Turzyca drżączkowata (Carex brizoides L.) – gatunek byliny z rodziny ciborowatych. Występuje w kontynentalnej części Europy od Hiszpanii po zachodnią Rosję. W Polsce rozpowszechniona na południu i bardzo rozproszona na nielicznych stanowiskach w części środkowej i północnej.

## Morfologia

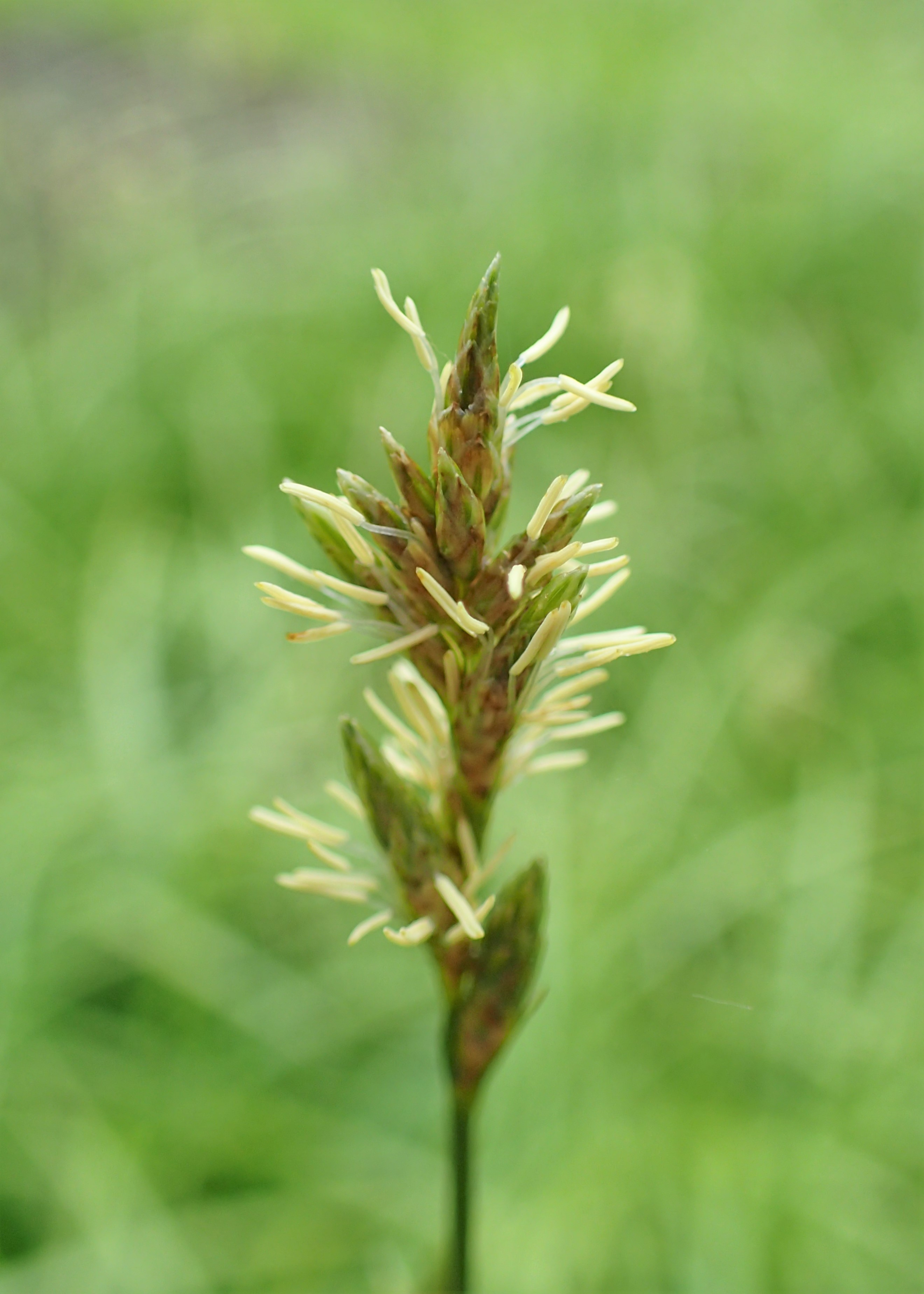
Kwiatostan

PokrójRoślina trwała, Wysokości 25–60 (100) cm, o długim, płożącym się kłączu.
ŁodygaPoczątkowo wzniesiona, później łukowato wygięta, wiotka, u góry szorstka, na przekroju ostro trójkanciasta, w okresie kwitnienia przeważnie krótsza od liści, u podstawy objęta jasnobrązowymi bezlistnymi pochwami.
LiścieBlaszki liściowe trawiastozielone, zaostrzone, wiotkie, często zwisające, 1,5–3 mm szerokości, płaskie lub rynienkowate, na brzegach i na nerwie środkowym szorstkie.
KwiatyKwiatostan kłosowaty, 2–4 cm długości, składający się z 4–8 (16) mniej lub bardziej gęsto ustawionych kłosów. Wszystkie kłosy jednakowe, 8–9 mm długości, przeważnie trochę skrzywione, u podstawy z kwiatami męskimi, u góry z żeńskimi. Przysadki wąsko wydłużone lub jajowate, dość tępe, 1,5 mm szerokości, białawo połyskujące, z zielonym grzbietem, później żółtawe. Kwiaty męskie z 3 pręcikami, żeńskie ze słupkiem o 2 znamionach. Pęcherzyki zielone lub żółtawe, wąsko lancetowate, odstające, wyraźnie dłuższe od przysadek, 3 (4) mm długości, 1 mm szerokości, silnie ścieśnione, z dzióbkiem, do wierzchołka wąsko oskrzydlone, niewyraźnie unerwione. Kwitnie od maja do czerwca.
OwoceOrzeszki wydłużone lub jajowate, płaskie, długości do 2 mm, szerokości 1 mm.

## Występowanie
Wilgotne lasy liściaste, olsy, brzegi lasów i polany. Na glebach z wodą stagnującą lub podsiąkającą.

## Pozostałe informacje
Występuje niekiedy płatami. Niegdyś używano jej w tapicerce jako „trawy morskiej”, zamiast zostery morskiej (Zostera marina) do wypełniania materaców i wyściełania mebli.